# 班古拉烏帕齊拉
班古拉乌帕齐拉是孟加拉国巴布納縣的一个乌帕齐拉，位於拉傑沙希专区的巴布納縣。。

## 人口
據1991年孟加拉國人口普查，班古拉共有戶數14,201戶，人口81624人。其中男性佔比50.75%，女性佔比49.25%；成年人口35,798人。該地7歲以上人口之平均識字率為26.1%。